# Pacific Aerospace

A Pacific Aerospace Ltd (PAL) é uma fabricante de aviões com sede em Hamilton, na Nova Zelândia fundada em 1982 que produz aeronaves privadas, de treinamento e para agricultura.
A companhia foi fundada a partir da fusão de 2 companhias: a Air Parts (NZ) Ltd e a Aero Engine Services Ltd, no ano de 1973 formaram a New Zealand Aerospace Industries, em 1982 mudou seu nome para Pacific Aerospace Corporation (PAC), em 2006 um consórcio adquiriu a companhia que virou Pacific Aerospace Limited (PAL).

## Lista de aviões
- AESL Airtourer - (1961)
- PAC CT/4 Airtrainer – (1972)
- PAC Fletcher – (1954)
- PAC Cresco – (início da década de 1980s)
- P-750 XSTOL – (2001)